# 里昂 (行省)
里昂，或按其作为里昂的形容词形式的名称音译作里昂奈、利奥奈（法語發音：[ljɔnɛ] ⓘ），是法国历史上曾经存在的一个行省，得名于其境内的城市里昂，现屬罗讷省、省級行政區里昂大都会。
里昂行省的地理范围最早被纳入加洛林帝国，此后又成为勃艮第王国的一部分。当帝国的控制瓦解后，尤其是当霍亨斯陶芬王朝于1254年终结后，法国在腓力四世的率领下于1313年占领了该地，并最终获得控制权。里昂行省现在通常专指里昂城市的周边地区。
当地使用的口语也被称为Lyonnais，这是法兰克-普罗旺斯语的一种方言分支。